# Cryptus fibulatus
Cryptus fibulatus là một loài tò vò trong họ Ichneumonidae.